# ارلینگ اونسن
ارلینگ اونسن (نروژی: Erling Evensen؛ ۲۹ آوریل ۱۹۱۴ – ۳۱ ژوئیهٔ ۱۹۹۸) اسکی‌باز صحرانوردی اهل نروژ بود.